# Adainville
Adainville est une commune française située dans le département des Yvelines en région Île-de-France.

## Géographie

### Situation
La commune d'Adainville est située dans l'ouest médian du département, à la limite ouest du massif forestier de Rambouillet. Elle se trouve, par la route, à environ 43 kilomètres à l'ouest de Versailles et à environ 34 kilomètres au sud de Mantes-la-Jolie, le chef-lieu d'arrondissement. Houdan, chef-lieu de canton, est à 12 kilomètres au nord et  Rambouillet à 21 kilomètres au sud-est.

### Hydrographie
La Vesgre longe la partie nord du territoire de la commune.

### Hameaux de la commune
- Bel-Air,
- la Jaunière,
- la Basse-Jaunière,
- les Sergontières,
- le Mesle,
- le Breuil (ce dernier, très excentré, est partagé avec les communes de Grandchamp et de Condé-sur-Vesgre).

### Communes voisines
Les communes limitrophes en sont Condé-sur-Vesgre au nord et à l'est, La Boissière-École au sud, La Hauteville au sud-ouest et Grandchamp à l'ouest.

### Transports et voies de communications

#### Réseau routier
La commune est traversée par la route départementale 71 qui mène, vers le nord, à Condé-sur-Vesgre et, vers le sud, à La Boissière-École et Mittainville. Le reste de la voirie est exclusivement vicinale.

#### Desserte ferroviaire
La gare SNCF la plus proche est la gare de Houdan à une douzaine de kilomètres au nord.

#### Bus
La commune est desservie par les lignes 15 et Express 60 du réseau de bus Centre et Sud Yvelines.

### Climat
Pour des articles plus généraux, voir Climat de l'Île-de-France et Climat des Yvelines.
En 2010, le climat de la commune est de type climat océanique dégradé des plaines du Centre et du Nord, selon une étude du CNRS s'appuyant sur une série de données couvrant la période 1971-2000. En 2020, Météo-France publie une typologie des climats de la France métropolitaine dans laquelle la commune est dans une zone de transition entre le climat océanique et le climat océanique altéré et est dans la région climatique Sud-ouest du bassin Parisien, caractérisée par une faible pluviométrie, notamment au printemps (120 à 150 mm) et un hiver froid (3,5 °C).
Pour la période 1971-2000, la température annuelle moyenne est de 10,5 °C, avec une amplitude thermique annuelle de 14,3 °C. Le cumul annuel moyen de précipitations est de 638 mm, avec 10,9 jours de précipitations en janvier et 7,7 jours en juillet. Pour la période 1991-2020, la température moyenne annuelle observée sur la station météorologique la plus proche, située sur la commune de Saint-Léger-en-Yvelines à 8 km à vol d'oiseau, est de 11,0 °C et le cumul annuel moyen de précipitations est de 706,3 mm,. Pour l'avenir, les paramètres climatiques de la commune estimés pour 2050 selon différents scénarios d'émission de gaz à effet de serre sont consultables sur un site dédié publié par Météo-France en novembre 2022.

## Urbanisme

### Typologie
Au 1er janvier 2024, Adainville est catégorisée commune rurale à habitat dispersé, selon la nouvelle grille communale de densité à sept niveaux définie par l'Insee en 2022.
Elle est située hors unité urbaine. Par ailleurs la commune fait partie de l'aire d'attraction de Paris, dont elle est une commune de la couronne,. Cette aire regroupe 1 929 communes,.

### Occupation des solssimplifiée
Le territoire de la commune se compose en 2017 de 89,39 % d'espaces agricoles, forestiers et naturels, 5,25 % d'espaces ouverts artificialisés et 5,36 % d'espaces construits artificialisés.

### Occupation des sols détaillée
Le tableau ci-dessous présente l'occupation des sols de la commune en 2018, telle qu'elle ressort de la base de données européenne d'occupation biophysique des sols Corine Land Cover (CLC).
| Type d’occupation                             | Pourcentage | Superficie (en hectares) |
| --------------------------------------------- | ----------- | ------------------------ |
| Tissu urbain discontinu                       | 4,1 %       | 42                       |
| Terres arables hors périmètres d'irrigation   | 15,5 %      | 159                      |
| Prairies et autres surfaces toujours en herbe | 29,0 %      | 297                      |
| Systèmes culturaux et parcellaires complexes  | 5,5 %       | 56                       |
| Forêts de feuillus                            | 27,9 %      | 285                      |
| Forêts de conifères                           | 2,4 %       | 25                       |
| Forêts mélangées                              | 15,5 %      | 159                      |
| Source : Corine Land Cover                    |             |                          |

## Toponymie
La forme la plus anciennement attestée du nom de cette commune est Adtanevilla en 768, Adainvilla en 1124, Adeinvilla vers 1250, Adainville en 1382.
Il s'agit d'une formation toponymique médiévale qui procède d’Adda nom de femme germanique « richesse, fortune », et du gallo-roman VILLA « maison de campagne, ferme ». C'est « la ferme d’Adda ».
Une carte topographique de 1646 incorpore la commune à la Madrie.

## Histoire
Le territoire communal, depuis le XIIe siècle jusqu'à la Révolution française, faisait partie des biens des chanoines réguliers de l'abbaye de Grandchamp.

## Politique et administration

### Liste des maires
| Période                                  | Période  | Identité              | Étiquette | Qualité                                                                                   |
| ---------------------------------------- | -------- | --------------------- | --------- | ----------------------------------------------------------------------------------------- |
| Les données manquantes sont à compléter. |          |                       |           |                                                                                           |
| 1965                                     | 1985     | Louis de Catuelan     | UDF-CDS   | Exploitant agricole, sénateur (1985-1995) Conseiller régional d'Île-de-France (1976-1985) |
| 1995                                     | 2020     | Marie-Hélène Quinault | SE        | Retraitée fonction publique                                                               |
| 2020                                     | En cours | Jean-Marc Raimondo    |           |                                                                                           |

### Instances administratives et judiciaires
La commune d'Adainville appartient au canton de Bonnières-sur-Seine et est rattachée à la communauté de communes du pays Houdanais.
Sur le plan électoral, la commune est rattachée à la neuvième circonscription des Yvelines, circonscription à dominante rurale du nord-ouest des Yvelines.
Sur le plan judiciaire, Adainville fait partie de la juridiction d’instance de Mantes-la-Jolie et, comme toutes les communes des Yvelines, dépend du tribunal de grande instance ainsi que de tribunal de commerce sis à Versailles,.

## Population et société

### Démographie

#### Évolution démographique
L'évolution du nombre d'habitants est connue à travers les recensements de la population effectués dans la commune depuis 1793. Pour les communes de moins de 10 000 habitants, une enquête de recensement portant sur toute la population est réalisée tous les cinq ans, les populations de référence des années intermédiaires étant quant à elles estimées par interpolation ou extrapolation. Pour la commune, le premier recensement exhaustif entrant dans le cadre du nouveau dispositif a été réalisé en 2004.

En 2022, la commune comptait 647 habitants, en évolution de −15,42 % par rapport à 2016 (Yvelines : +2,72 %, France hors Mayotte : +2,11 %).
| 1793 | 1800 | 1806 | 1821 | 1831 | 1836 | 1841 | 1846 | 1851 |
| ---- | ---- | ---- | ---- | ---- | ---- | ---- | ---- | ---- |
| 361  | 257  | 406  | 395  | 491  | 507  | 518  | 530  | 493  |

| 1856 | 1861 | 1866 | 1872 | 1876 | 1881 | 1886 | 1891 | 1896 |
| ---- | ---- | ---- | ---- | ---- | ---- | ---- | ---- | ---- |
| 517  | 520  | 542  | 535  | 497  | 494  | 480  | 487  | 449  |

| 1901 | 1906 | 1911 | 1921 | 1926 | 1931 | 1936 | 1946 | 1954 |
| ---- | ---- | ---- | ---- | ---- | ---- | ---- | ---- | ---- |
| 448  | 463  | 421  | 325  | 321  | 320  | 285  | 303  | 270  |

| 1962 | 1968 | 1975 | 1982 | 1990 | 1999 | 2004 | 2006 | 2009 |
| ---- | ---- | ---- | ---- | ---- | ---- | ---- | ---- | ---- |
| 265  | 324  | 399  | 522  | 839  | 824  | 780  | 775  | 768  |

| 2014 | 2019 | 2022 | - | - | - | - | - | - |
| ---- | ---- | ---- | - | - | - | - | - | - |
| 762  | 662  | 647  | - | - | - | - | - | - |

#### Pyramide des âges
En 2018, le taux de personnes d'un âge inférieur à 30 ans s'élève à 24,0 %, soit en dessous de la moyenne départementale (38,0 %). À l'inverse, le taux de personnes d'âge supérieur à 60 ans est de 36,4 % la même année, alors qu'il est de 21,7 % au niveau départemental.
En 2018, la commune comptait 327 hommes pour 369 femmes, soit un taux de 53,02 % de femmes, légèrement supérieur au taux départemental (51,32 %).
Les pyramides des âges de la commune et du département s'établissent comme suit.
| Hommes | Classe d’âge | Femmes |
| ------ | ------------ | ------ |
| 1,3    | 90 ou +      | 0,3    |
| 8,4    | 75-89 ans    | 12,0   |
| 29,9   | 60-74 ans    | 21,4   |
| 26,4   | 45-59 ans    | 27,4   |
| 12,5   | 30-44 ans    | 12,8   |
| 13,2   | 15-29 ans    | 12,3   |
| 8,4    | 0-14 ans     | 14,0   |

| Hommes | Classe d’âge | Femmes |
| ------ | ------------ | ------ |
| 0,6    | 90 ou +      | 1,4    |
| 6      | 75-89 ans    | 7,8    |
| 13,5   | 60-74 ans    | 14,8   |
| 20,7   | 45-59 ans    | 20,1   |
| 19,6   | 30-44 ans    | 19,9   |
| 18,5   | 15-29 ans    | 16,8   |
| 21,2   | 0-14 ans     | 19,2   |

### Enseignement
La commune possède une école primaire.

### Sports
Deux terrains de tennis sont disponibles pour les abonnés, et une surface multisports extérieure est en libre accès.

## Économie
Les ressources de la commune sont essentiellement rurales, partagées entre agriculture, élevage et exploitation forestière.

## Culture locale et patrimoine

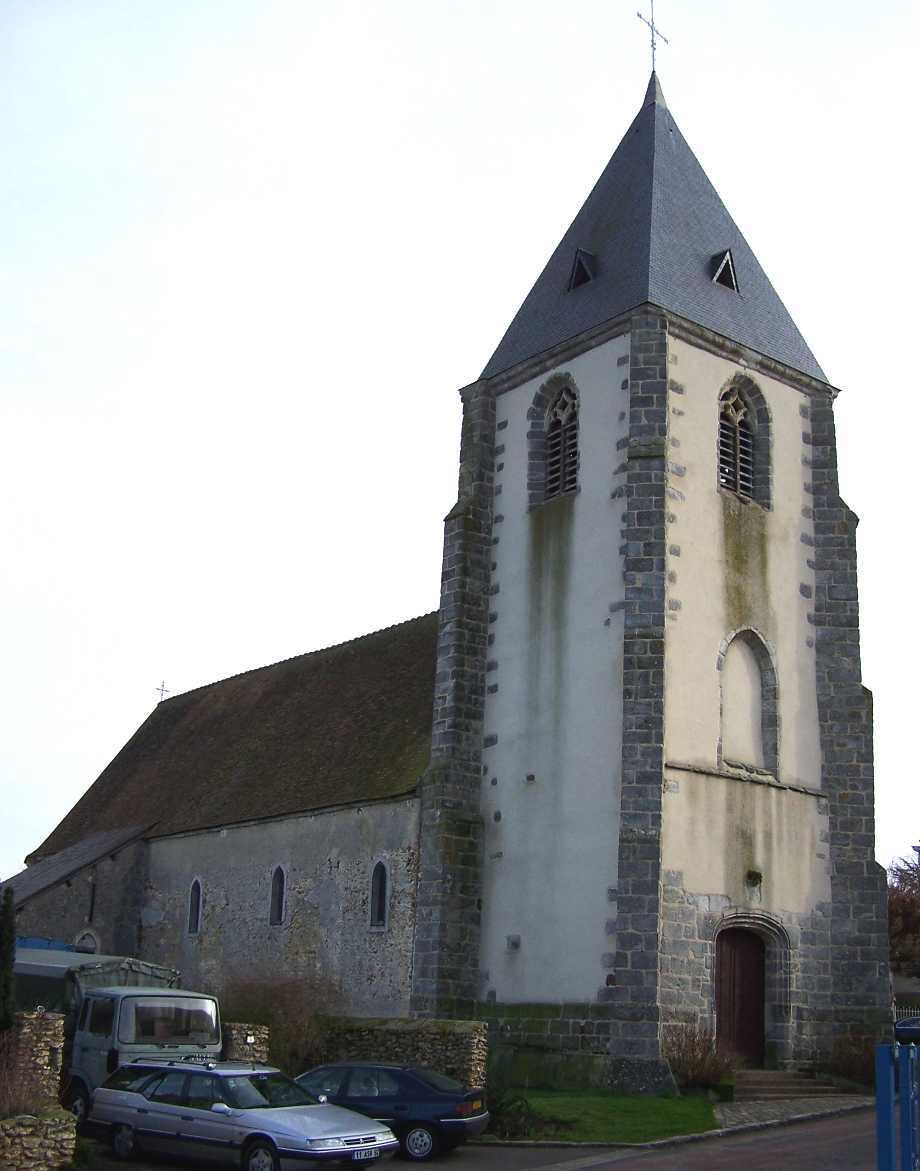
L'église Saint-Denis.

### Lieux et monuments
- Lavoir de la Noue.
- Château de La Jaunière du XIXe siècle.
- L'église Saint-Denis.

Construite au XIIIe siècle et dont la charpente date du XVIe siècle a été classée monument historique en 1909.
Elle contient des sculptures qui sont également classées, deux crédences du XVIIIe siècle, deux statuettes de bois du XIXe siècle et la dalle funéraire de Jean Morant mort en 1565.

### Personnalités liées à la commune
- Benjamin Castaldi y demeure[26]
- Louis de Catuélan (1924-2003), homme politique, ancien maire.
- Odile Jacob, créatrice des éditions Odile Jacob, y possède une résidence[27].

### Héraldique
| Blason de Adainville | Blason  | D'argent aux trois molettes de gueules à huit rais. |
| Blason de Adainville | Détails | Le statut officiel du blason reste à déterminer.    |